# 古城镇 (成都市)
古城镇，是中华人民共和国四川省成都市郫都区曾经下辖的一个镇。2019年12月，撤销古城镇，将其所属行政区域划归三道堰镇管辖。

## 行政区划
古城镇撤销前下辖以下地区：
马街社区、八角村、中平村、邻城村、指路村、水梨村、古城村和花牌村。